# Wilhelm Belibaste
Wilhelm Belibaste (lateinisch Guilielmus Belibasta, okzitanisch Guilhèm Belibaste, französisch Guillaume Bélibaste, * um 1280 in Cubières-sur-Cinoble; † 1321 in Villerouge-Termenès) war der letzte „Perfekte“ (Wanderasket) der südfranzösischen Katharer; er starb auf dem Scheiterhaufen.

## Leben
Belibaste entstammte einer Schafzüchterfamilie aus dem Corbières, deren Mitglieder alle Anhänger der Katharer waren. Er hatte eine Schwester und mindestens vier Brüder, die mit den Herden der Familie häufig unterwegs waren und dabei oft von katharischen Wanderpredigern begleitet wurden. Um 1305 tötete er bei einem Streit den Hirten Bartholomeus Garnerii (Barthélémy Garnier) aus Villerouge (Vilaroja). Er wurde erkannt und vom Vogt des Erzbischofs von Narbonne als Mörder zum Tode verurteilt, konnte aber fliehen und ließ Frau und Kind zurück, die beide wenige Jahre später (vor 1311) verstarben. Der Besitz der Familie war vermutlich wegen Häresie eingezogen worden.
Wilhelm schloss sich den umherwandernden katharischen Asketen an. Seine Ausbildung erhielt er von den Brüdern Peter und Wilhelm Auterii (Pèire / Pierre bzw. Guilhèm / Guillaume Autier), die als Perfecti seit den 1290er Jahren die Reorganisation der katharischen Kirche im Untergrund betrieben und vor allem in schwer zugänglichen Gebieten im Süden des Languedoc Unterschlupf bei Unterstützern fanden. Auch den Perfectus Raimund (Raimon / Raymond) aus Castelnau hat Belibaste auf Reisen begleitet. Er selbst wurde offenbar in Rabastens von Philipp von Alayracho (Felip d'Alairac / Philippe d'Alayrac), der ihn nach seiner Flucht aufgenommen hatte und dem er besonders nahestand, zum Perfectus rezipiert („Rezeption“ wird der Empfang des auch als Consolamentum oder „Seelentaufe“ bezeichneten katharischen Reinheitssakraments genannt, der einen Lebenswandel in vollkommener Reinheit ohne Geschlechtsverkehr, Fleischgenuss, Lügen und Schwören erforderte, woran sich Belibaste allerdings nachweislich vor allem in späterer Zeit nicht immer hielt).
Im Frühjahr und Sommer 1309 fanden an zahlreichen Orten im Languedoc Razzien statt, bei denen Verstecke entdeckt und viele Anhänger der Häretiker eingekerkert, verhört, enteignet und zu unterschiedlichen Strafen verurteilt wurden. Im Zuge der anschließenden Fahndungen wurden fast alle verbliebenen Katharerasketen verraten und aufgegriffen. Auch Philipp von Alayracho und Wilhelm Belibaste wurden gefangen genommen und in das „Mur“, das Inquisitionsgefängnis von Carcassonne, eingesperrt, aus dem ihnen jedoch Ende März zusammen mit Wilhelms älterem Bruder Bernhard (Bernardus / Bernat / Bernard, † 1310) und zwei weiteren Männern die Flucht gelang. Die Gruppe setzte sich nach Katalonien ab. Am 10. August 1309 rief Bernard Gui, der Inquisitor von Toulouse, eine Suchaktion nach Peter Auterii aus, dem Führer und Ältesten (ancianus) der im Languedoc tätigen Perfecti. Es kam erneut zu Massenverhaftungen, unter anderem in dem Bergdorf Montaillou im Sabartès, einer abgelegenen Landschaft im Süden der Grafschaft Foix am Oberlauf der Ariège, wo sich die Asketen bei bestimmten Familien häufig versteckt gehalten hatten. Schon wenige Tage nach dem Aufruf wurde Peter Auterii gefasst und am 9. April 1310 in Toulouse verbrannt. Im August 1309 wurde auch Philipp von Alayracho auf dem Rückweg ins Donnezan erneut verhaftet und bald darauf hingerichtet. Erst im Verlauf des Jahres 1311 wurde dagegen der bis dahin noch flüchtige Wilhelm Auterii gefasst; er starb 1312 auf dem Scheiterhaufen. Im Jahre 1312 wurde auch Wilhelm Belibastes jüngerer Bruder Arnald (Arnaut / Arnaud), über den sonst nichts bekannt ist, wegen Häresie zum Tode verurteilt und sein Vermögen zugunsten des Erzbischofs von Narbonne konfisziert.
Wilhelm Belibaste hielt sich unterdessen weiterhin in Spanien versteckt und ließ sich nach mehreren Ortswechseln und einem etwa dreijährigen Aufenthalt in Tortosa im Jahr 1315 in Morella im Königreich Valencia nieder, wo es in den umliegenden Dörfern mit Schwerpunkt im nahe gelegenen Ort San Mateu eine kleine Exilgemeinde okzitanischer Katharer gab, die mehrheitlich aus dem Sabartès stammten. Er übte das Handwerk des Wollkammmachers aus und unterhielt dazu eine eigene Werkstatt. Zur besseren Tarnung führte er manchmal einen falschen Namen und nannte sich Petrus Pencherius („Peter der Kammmacher“). Daneben stellte er Körbe für den Transport von Wolle her, die er verkaufte, und verdingte sich gelegentlich als Lohnschäfer. Über reisende Hirten und Handwerker gab es vereinzelte Kontakte der exilierten Okzitanier mit im Stammland verbliebenen oder an anderen Orten untergekommenen Verwandten und katharischen Gläubigen. Äußerlich passte man sich an die Lebensgewohnheiten und religiösen Riten der Umgebung an. So holte Belibaste beim Tod eines anderen Perfectus auf einer Wanderung einen Priester, trug bei der Beerdigung den Weihwasserkessel und empfing anschließend die Hostie. Die kirchlichen und weltlichen Behörden in der Krone Aragon betrieben die Ketzerverfolgung zu dieser Zeit nur inkonsequent und ließen die Gemeinde der südfranzösischen Exilanten im Bergland des Maestrat weitgehend unbehelligt.
Belibaste lebte in diesen Jahren mit der ebenfalls aus Okzitanien stammenden Ramunda Martini (Raimonda Marti / Raymonde Marty) und deren Tochter Wilhelma (Guillelma) sowie zeitweilig auch ihrer Schwester Condor (genannt Bianca) zusammen, die seinen Haushalt führten. Sie waren ebenfalls wegen Ketzerei aus Junac (Grafschaft Foix, wo Ramundas Ehemann offenbar noch lebte) geflohen. Nach außen hin gab der Perfectus Ramunda als seine Frau aus, um in der katholischen Umwelt nicht als häretischer Asket aufzufallen. Allein Condor wusste aus der Zeit zu Beginn ihrer Flucht in Katalonien von einem tatsächlichen Liebesverhältnis zwischen ihrer Schwester und dem Prediger. Dieser hatte sich seinerzeit neu weihen lassen müssen, nachdem Condor die beiden in einer verfänglichen Situation ertappt hatte.
Offenbar weil Ramunda von ihm schwanger werden könnte, verheiratete Belibaste sie im Winter 1319/20 kurzzeitig mit dem katharischen Wanderhirten Peter Maurini (Pèire Maurin / Pierre Maury), der zeitweise bei seiner Tante Wilhelmine Maurini (Guillelma / Guillemeta / Guillermina / Guillelmine) in San Mateu lebte, in deren Haus sich auch der Prediger oft aufhielt. Auf diese Weise versuchte Belibaste, den Bruch seiner Keuschheitsverpflichtung vor den katharischen Gläubigen zu verbergen, da seine Stellung als Perfectus damit zunichtegemacht war, sodass er das katharische Sterbesakrament (Consolamentum) nicht mehr gültig spenden konnte. Offensichtlich aus Eifersucht hob er diese „Ehe“ seiner Gefährtin allerdings wenige Tage nach dem Vollzug wieder auf. Die Stiftung von Ehen gehörte eigentlich nicht zu den traditionellen Aufgaben katharischer Seelsorger, wurde aber von Belibaste regelmäßig praktiziert. In seinen von Zeugen überlieferten Lehrgesprächen vertrat er auch in anderen Fragen verschiedentlich eigenwillige Auffassungen. Jedenfalls gebar Ramunda Ende Oktober 1320 in Morella einen Sohn, für dessen Vater sich Peter Maurini hielt, der aber wahrscheinlich von Belibaste abstammte.
Das Weihnachtsfest 1320 verbrachte er zusammen mit dem Hirten Peter Maurini und einem gemeinsamen Bekannten, dem Schuster Arnald Cicredi (Arnaut / Arnaud Sicre), der aus Katharerkreisen in Okzitanien stammte und sich Ende 1318 in San Mateu niedergelassen hatte. Insgeheim war Arnald allerdings ein Familiare (Dienstmann) des Bischofs von Pamiers und suchte in dessen Auftrag (motiviert durch die Hoffnung auf Rückgabe der konfiszierten Güter seiner 1309 als Ketzerin verbrannten Mutter) als Spitzel im aragonesischen Herrschaftsgebiet nach entwichenen Ketzern. Arnald hatte auch den Ketzerprediger Raimund von Castelnau eine Zeitlang begleitet und dann an die Inquisition verraten. Er war Teil eines dichten Geflechts von Denunziatoren, das die Ermittlungsarbeit des Bischofs Jacques Fournier unterstützte, und lieferte einige Zeit nach Wilhelm Belibastes Tod auch den Schäfer Peter Maurini und dessen Bruder Johannes an die bischöfliche Untersuchungsbehörde aus.
Im Frühjahr 1321 ließ sich Belibaste von diesem Bekannten zu einer Reise in die Grafschaft Foix überreden, wo angeblich eine einträgliche Heirat zwischen Arnalds Schwester und einem Sohn der Wilhelmine Maurini stattfinden könnte. Hintergedanke war vielleicht auch, Belibaste könnte dort einen anderen Perfectus treffen und sich erneut rezipieren und seinen „reinen“ Zustand als katharischer Geistlicher wiederherstellen lassen. Zwar hatten Belibaste und seine Reisebegleiter Zweifel, ob Arnald zu trauen war und ob der Prediger das Wagnis eingehen sollte. Aber obwohl ein von diesem befragter Wahrsager von der Unternehmung abriet, traten sie die Reise nach Norden an. In Tírvia im Territorium des Grafen von Foix verriet der Spitzel den Ketzerasketen an die Behörden, und beide wurden zunächst im Turm der Burg von Castellbò bei Urgel festgesetzt und anschließend an die Inquisition in Carcassonne ausgeliefert. Es war bei derartigen Denunziationen durchaus üblich, sowohl den Beschuldigten als auch den Anzeigeerstatter festzuhalten, um möglichen Falschbezichtigungen vorzubeugen und falsche Zeugen gegebenenfalls bestrafen zu können. Die beiden anderen Mitreisenden, der Hirte Peter Maurini und sein heiratswilliger Vetter, konnten sich durch Flucht einer Verhaftung entziehen und meldeten den Verrat an die zurückgebliebene Gemeinde.
In der Gefangenschaft schlug Wilhelm seinem Begleiter einen gemeinschaftlichen Selbstmord vor. Bei diesem für Katharer ungewöhnlichen Vorschlag spekulierte er möglicherweise darauf, dass Arnald nicht bewusst war, dass Belibaste das katharische Reinigungssakrament aufgrund seines Lebenswandels gar nicht gültig spenden konnte. Wilhelm Belibaste wurde abgeurteilt und im Herbst desselben Jahres in Villerouge in Anwesenheit des Erzbischofs von Narbonne, Bernard de Fargues, auf dem Scheiterhaufen verbrannt. Dass die Wahl des Hinrichtungsortes auf die Burg von Villerouge – Vogteisitz und Nebenresidenz des Erzbischofs – fiel, dürfte mit den in seinem Heimatbistum Narbonne gegen Wilhelm Belibaste verhängten Strafen wegen früherer Taten zusammenhängen, zumal das Opfer des von ihm begangenen Tötungsdelikts aus diesem Ort stammte.
Belibaste war der letzte katharische Asket, der im Languedoc hingerichtet wurde. Bei der Nachricht von seiner Ergreifung verließen die katharischen Exilanten in Katalonien und Valencia fluchtartig ihre Wohnsitze und tauchten andernorts unter. Ohne Perfecti, die als Wanderprediger den Gläubigen das nach katharischem Glauben für die Erlösung der Seele notwendige Consolamentum spendeten, war die katharische Religion in Okzitanien nicht überlebensfähig und starb in den folgenden Jahrzehnten unter der anhaltenden Verfolgung durch die Kirche vollends aus.